# Identitat de Dixon
En matemàtiques, la identitat de Dixon (o el teorema de Dixon o la fórmula de Dixon) és una de les diverses identitats diferents però estretament relacionades demostrades per A. C. Dixon, algunes que involucren sumes finites de productes de tres coeficients binomials, i algunes que avaluen una suma hipergeomètrica. Aquestes famoses identitats s'obtenen a partir del teorema mestre de MacMahon, i ara es poden demostrar rutinàriament mitjançant algorismes informàtics (Ekhad 1990).

## Declaracions
La identitat original, de (Dixon 1891), és
{\displaystyle \sum _{k=-a}^{a}(-1)^{k}{2a \choose k+a}^{3}={\frac {(3a)!}{(a!)^{3}}}.}
Una generalització, també de vegades anomenada identitat de Dixon, és
{\displaystyle \sum _{k\in \mathbb {Z} }(-1)^{k}{a+b \choose a+k}{b+c \choose b+k}{c+a \choose c+k}={\frac {(a+b+c)!}{a!b!c!}}}
on a, b, i c són enters no-negatius (Wilf 1994, p. 156). La suma per l'esquerra es pot escriure com una sèrie hipergeomètrica ben avinguda
{\displaystyle {b+c \choose b-a}{c+a \choose c-a}{}_{3}F_{2}(-2a,-a-b,-a-c;1+b-a,1+c-a;1)}
i la identitat segueix com un cas limitant (quan a tendeix a un nombre enter) del teorema de Dixon que avalua una ben ponderada sèrie hipergeomètrica ₃F₂ generalitzada a 1, de (Dixon 1902):
{\displaystyle \;_{3}F_{2}(a,b,c;1+a-b,1+a-c;1)={\frac {\Gamma (1+a/2)\Gamma (1+a/2-b-c)\Gamma (1+a-b)\Gamma (1+a-c)}{\Gamma (1+a)\Gamma (1+a-b-c)\Gamma (1+a/2-b)\Gamma (1+a/2-c)}}.}
Això no passa a Re(1 + 1⁄2a − b − c) > 0. Quan c tendeix a −∞ es redueix a la fórmula de Kummer per a la funció hipergeomètrica ₂F1 a −1. El teorema de Dixon es pot deduir de l'avaluació de la integral de Selberg.

## q-anàlegs
Un q-anàleg de la fórmula de Dixon per a la sèrie hipergeomètrica bàsica en termes del símbol q-Pochhammer és donat per
{\displaystyle \;_{4}\phi _{3}\left[{\begin{matrix}a&-qa^{1/2}&b&c\\&-a^{1/2}&aq/b&aq/c\end{matrix}};q,qa^{1/2}/bc\right]={\frac {(aq,aq/bc,qa^{1/2}/b,qa^{1/2}/c;q)_{\infty }}{(aq/b,aq/c,qa^{1/2},qa^{1/2}/bc;q)_{\infty }}}}
on |qa1/2/bc| < 1.